# Luka (Croácia)
Luka é uma vila e município da Croácia localizado no condado de Zagreb.

## Localidades
O município de Luka é composto de 5 localidades:
- Krajska Ves
- Luka
- Pluska
- Vadina
- Žejinci